# Кокомо (Індіана)
Кокомо (англ. Kokomo) — місто (англ. city) в США, в окрузі Говард штату Індіана. Населення — 59 604 особи (2020).

## Географія
Кокомо розташоване за координатами 40°28′31″ пн. ш. 86°7′58″ зх. д. / 40.47528° пн. ш. 86.13278° зх. д. (40.475317, -86.132763).  За даними Бюро перепису населення США в 2010 році місто мало площу 48,06 км², з яких 47,91 км² — суходіл та 0,15 км² — водойми. В 2017 році площа становила 95,20 км², з яких 94,72 км² — суходіл та 0,48 км² — водойми.

### Клімат
| Клімат : Кокомо         | Клімат : Кокомо | Клімат : Кокомо | Клімат : Кокомо | Клімат : Кокомо | Клімат : Кокомо | Клімат : Кокомо | Клімат : Кокомо | Клімат : Кокомо | Клімат : Кокомо | Клімат : Кокомо | Клімат : Кокомо | Клімат : Кокомо | Клімат : Кокомо |
| Показник                | Січ.            | Лют.            | Бер.            | Квіт.           | Трав.           | Черв.           | Лип.            | Серп.           | Вер.            | Жовт.           | Лист.           | Груд.           | Рік             |
| Абсолютний максимум, °C | 22,2            | 23,3            | 29,4            | 34,4            | 37,8            | 41,7            | 43,3            | 41,1            | 39,4            | 32,8            | 27,2            | 21,7            | 43,3            |
| Середній максимум, °C   | 0,0             | 2,8             | 8,9             | 16,7            | 22,2            | 27,2            | 28,9            | 28,3            | 25,0            | 17,8            | 10,0            | 2,2             | 15,9            |
| Середній мінімум, °C    | −8,9            | −7,2            | −2,2            | 3,9             | 9,4             | 15,0            | 16,7            | 15,6            | 11,1            | 5,0             | 0,0             | −6,1            | 4,4             |
| Абсолютний мінімум, °C  | −32,2           | −28,9           | −23,3           | −13,3           | −2,8            | 1,1             | 5,0             | 2,8             | −2,8            | −8,3            | −20,6           | −31,1           | −32,2           |
| Норма опадів, мм        | 66              | 62              | 77              | 100             | 113             | 111             | 122             | 99              | 88              | 82              | 93              | 81              | 1077            |
| Вологість повітря, %    | 71.5            | 70.5            | 63.5            | 59.25           | 62              | 63.75           | 68.5            | 71              | 65.5            | 60.5            | 63.5            | 68              | 65.625          |
| ----------------------- | --------------- | --------------- | --------------- | --------------- | --------------- | --------------- | --------------- | --------------- | --------------- | --------------- | --------------- | --------------- | --------------- |
| Джерело:                |                 |                 |                 |                 |                 |                 |                 |                 |                 |                 |                 |                 |                 |

## Демографія
Згідно з переписом 2010 року, у місті мешкало 45 468 осіб у 19 848 домогосподарствах у складі 11 667 родин. Густота населення становила 946 осіб/км².  Було 23010 помешкань (479/км²).
Расовий склад населення:
| - 83,5 % — білих - 10,7 % — чорних або афроамериканців - 1,0 % — азіатів - 0,4 % — корінних американців - 1,1 % — осіб інших рас |

До двох чи більше рас належало 3,3 %. Частка іспаномовних становила 3,3 % від усіх жителів.
За віковим діапазоном населення розподілялося таким чином: 24,0 % — особи молодші 18 років, 60,2 % — особи у віці 18—64 років, 15,8 % — особи у віці 65 років та старші. Медіана віку мешканця становила 38,2 року. На 100 осіб жіночої статі у місті припадало 88,0 чоловіків;  на 100 жінок у віці від 18 років та старших — 83,3 чоловіків також старших 18 років.
Середній дохід на одне домашнє господарство  становив 51 320 доларів США (медіана — 37 623), а середній дохід на одну сім'ю — 62 732 долари (медіана — 52 216). Медіана доходів становила 44 042 долари для чоловіків та 31 923 долари для жінок. За межею бідності перебувало 21,3 % осіб, у тому числі 31,4 % дітей у віці до 18 років та 7,0 % осіб у віці 65 років та старших.
Цивільне працевлаштоване населення становило 24 709 осіб. Основні галузі зайнятості: виробництво — 22,5 %, освіта, охорона здоров'я та соціальна допомога — 20,5 %, мистецтво, розваги та відпочинок — 13,9 %, роздрібна торгівля — 12,6 %.